# 伊沃·约西波维奇
伊沃·约西波维奇（1957年8月28日—），是克罗地亚政治人物、法学家、作曲家和大学教授。他在2010年至2015年间担任克罗地亚总统。

## 生平
约西波维奇是萨格勒布大学法学院的教授，并曾经是萨格勒布音乐学院的讲师。1980年，约西波维奇加入南斯拉夫共产主义者联盟的克罗地亚分支克罗地亚共产主义者联盟。1990年代，南斯拉夫解体后，他成为由克罗地亚共产主义者联盟转型的克罗地亚社会民主党的一员。自2003年始他连续两届当选为克罗地亚國会议员。2009年，他作为克罗地亚社会民主党总统候选人参与总统选举，2010年1月10日，他在总统选举的第二轮投票中胜出，当选为新一任克罗地亚总统。

## 荣誉

### 外国勋章奖章
- 芬兰白玫瑰大十字勋章附颈饰（芬兰，2011年[6]）